# Sophie Karbjinski
 (avril 2024).
La mise en forme du texte ne suit pas les recommandations de Wikipédia : il faut le « wikifier ».
Les points d'amélioration suivants sont les cas les plus fréquents :
- Les titres sont pré-formatés par le logiciel. Ils ne sont ni en capitales, ni en gras.
- Le texte ne doit pas être écrit en capitales (les noms de famille non plus), ni en gras, ni en italique, ni en « petit »…
- Le gras n'est utilisé que pour surligner le titre de l'article dans l'introduction, une seule fois.
- L'italique est rarement utilisé : mots en langue étrangère, titres d'œuvres, noms de bateaux, etc.
- Les citations ne sont pas en italique mais en corps de texte normal. Elles sont entourées par des guillemets français : « et ».
- Les listes à puces sont à éviter, des paragraphes rédigés étant largement préférés. Les tableaux sont à réserver à la présentation de données structurées (résultats, etc.).
- Les appels de note de bas de page (petits chiffres en exposant, introduits par l'outil «  Source ») sont à placer entre la fin de phrase et le point final[comme ça].
- Les liens internes (vers d'autres articles de Wikipédia) sont à choisir avec parcimonie. Créez des liens vers des articles approfondissant le sujet. Les termes génériques sans rapport avec le sujet sont à éviter, ainsi que les répétitions de liens vers un même terme.
- Les liens externes sont à placer uniquement dans une section « Liens externes », à la fin de l'article. Ces liens sont à choisir avec parcimonie suivant les règles définies. Si un lien sert de source à l'article, son insertion dans le texte est à faire par les notes de bas de page.
- La présentation des références doit suivre les conventions bibliographiques. Il est recommandé d'utiliser les modèles {{Ouvrage}}, {{Chapitre}}, {{Article}}, {{Lien web}} et/ou {{Bibliographie}}. Le mode d'édition visuel peut mettre en forme automatiquement les références.
- Insérer une infobox (cadre d'informations à droite) n'est pas obligatoire pour parachever la mise en page.

Pour une aide détaillée, merci de consulter Aide:Wikification.
Si vous pensez que ces points ont été résolus, vous pouvez retirer ce bandeau et améliorer la mise en forme d'un autre article.
Sophie Karbjinski est une actrice allemande née le 10 septembre 1995 à Berlin en Allemagne.
En 2001 elle débute en tant qu'actrice dans le second rôle de Tochter Kopfi dans le film "Never Mind the Wall" réalisé par Connie Walter.
Dans la même année elle joue dans un second rôle également "Ninas Geschichte", un film de Joseph Orr.
De 2004 à 2006 elle apparait de façon récurrente dans la série "Les Bonheurs de Sophie" (Typisch Sophie) c'est une série télévisée allemande.
En 2009 elle tient l'un des rôles principaux celui de Emma Schubert dans la série " A gURLs wURLd " (Emmas Chatroom), une série  qui raconte l'histoire de trois jeunes adolescentes de différentes nationalités.
Elle est apparue dans un second rôle, celui de Rainbow  "Small Town Funk Girls".
Elle apparait dans plusieurs publicités comme celle de " Nike Yoga- AboutYou " plusieurs fois.
Cette actrice se prête aussi au théâtre dans " Die Prinzessin die kein Weihnachten feiern wollte".